# 冨田泰代
冨田 泰代（とみた やすよ、2月20日 - ）は、日本の女性声優。東京都出身。賢プロダクション所属。スマイリングホスピタルジャパン所属。

## 略歴
アミューズメントメディア総合学院声優学科、スクールデュオ出身。
2016年より、NHK『おかあさんといっしょ』の着ぐるみによる人形劇「ガラピコぷ〜」のムームー役に抜擢される。
2019年8月、飛騨市図書館で開かれた「声優体験会」で四宮豪とともに講師を務めた。

## 人物
特技は歌唱、韓国語、手遊び歌、即興で作った歌を歌う、絵本の読み聞かせ、弓道。趣味は登山、読み聞かせ。
賢プロダクション所属の声優による絵本の読み聞かせをする「けんけんぱーく」のメンバーである。また、同事務所所属の山口享佑子とは『凸と凹』として朗読や紙芝居の読み聞かせを行っている。

## 出演
太字はメインキャラクター。

### テレビアニメ
2012年
- 銀魂'（生徒）

2013年
- 探検ドリランド -1000年の真宝-（男子生徒）
- 義風堂々!! 兼続と慶次（少年）
- ぎんぎつね（男の子A、男子A）

2014年
- ロボカーポリー（スプーキー、トビー）
- パックワールド（主婦C、イースター・パックピープ、モービーディック）
- ピンポン THE ANIMATION（ペコの弟）

2015年
- デス・パレード（洋介の継母）

2020年
- 映像研には手を出すな!（コナンの声）

2023年
- 火狩りの王（シュユ）

### 劇場アニメ
- 劇場版 TIGER & BUNNY -The Rising-（子供）

### Webアニメ
- 暴君ハバネロ（トレイジーの母）

### ゲーム
- ゼルダの伝説 知恵のかりもの（2024年）

### 吹き替え

#### 映画
- イラク -狼の谷-（子供）
- トランス・ミッション（警察女）
- ハーフ・デイズ（エミリー）
- バイオハザードIII（少年）※テレビ朝日版
- スティーヴ・オースティン 復讐者（コニー・バレット〈レベッカ・ロビンズ〉）
- 幸せへのキセキ（シングルマザー）
- ブラッド・ウエポン（マン・セン）
- モンスター・ホテル（女ファン1）
- ライジングドラゴン（ミシェル）
- 幸せの教室（トーリー）
- ホイットニー・ヒューストン/スパークル（サラ・ウォーターズ〈タメラ・マン〉）
- アダルトボーイズ遊遊白書（ディアン・マッケンジー〈マーヤ・ルドルフ〉、ペニー〈シェリ・オテリ〉）
- サバンナ・アドベンチャー（ミーアキャット弟）
- ワン チャンス（フィオレンティーノ）
- バッドガイ 反抗期の中年男（女性フロント）
- 魔女がいっぱい（ブルーノ・ジェンキンス〈コディ＝レイ・イースティック〉[12]）
- マップ・トゥ・ザ・スターズ（ケイラ）
- インビジブル・シスター
- スポンジ・ボブ 海のみんなが世界を救Woo!（女性客〈コリニー・イングストロム〉）

#### ドラマ
- ボストン・リーガル（ララ）
- iCarly（客室乗務員）
- LAW & ORDER:UK（アンジェラ〈ジェシカ・ガニング〉）
- ライ・トゥ・ミー 嘘は真実を語る（リズ）
- 私はラブ・リーガル（エミリー）
- ナース・ジャッキー（フィオナ・ペイトン〈マッケンジー・アラドジェム〉）
- シェキラ!（キャンディ）
- オレのことスキでしょ。（チャ・ボウン〈イム・セミ〉）
- KING兄弟（チョーンシー）
- あなたの初恋探します（ジヘ）
- Terra Nova 〜未来創世記（ターシャ）
- スキャンダル 託された秘密（アリッサ）
- 大風水（ポンチュン）
- ブログ犬 スタン（メイソン〈グリフィン・クニッツ〉）
- それいけ!ゴールドバーグ家（エリカ[2]〈ヘイレイ・オランティア〉）
- ザ・フォロイング（マリソル）
- HOMELAND シーズン4（子守/ルビー）
- マイノリティ・リポート (テレビドラマ)（幼いダッシュ・パーカー）
- インビジブル・シスター
- LEFTOVERS/残された世界（駐車場少年）

#### アニメ
- きんきゅうしゅつどう隊 OSO（キアラ）
- ATOM
- ロボカーポリー（スプーキー[2]）
- ヘンリー・ハグルモンスター（デンゼル・ダグルモンスター[2]〈ロブ・ポールセン〉）
- アルティメット・スパイダーマン ウェブ・ウォーリアーズ（ドリーン・グリーン / スクイレル・ガール[2]〈ミスティ・リー〉）
- アルティメット・スパイダーマン VS シニスター・シックス

#### その他
- プロジェクト・ランウェイ（マッケル・マドックス）
- ピットブル・レスキュー（シャロン・オーティス）
- ドクター・オズ・ショー

### その他コンテンツ
- ミラクルコアラ 動物ドキュメントDVD（ナレーション）
- アニメイトTV（CM）
- おかあさんといっしょ・ガラピコぷ〜（2016年 - 2022年、ムームー[6]）
- アイドリッシュセブン ŹOOĻ特別ストーリー 拮抗のクォーター (2018年、亥清悠のお祖母さん）